# Tmesisternus pteridophytae
Tmesisternus pteridophytae là một loài bọ cánh cứng trong họ Cerambycidae.